# سوتلا میتکوا-سینیرتاش
سِوِتلا ایوانُوا میتکُوا-سینیرتاش Svetla Ivanova Mitkova-Sınırtaş (بلغاری: Светла Иванова Миткова-Sınırtaş؛ زادهٔ ۱۷ ژوئن ۱۹۶۴ در مدوو، بلغارستان) ورزشکار بازنشسته است که در رشته‌های تیراندازی و پرتاب دیسک فعال بود. وی تا سال ۱۹۹۹ نمایندهٔ کشور خود، بلغارستان بود اما پس از ازدواج تابعیت ترکیه را به دست آورد. او در مسابقات قهرمانی جهان از آغاز آن در سال ۱۹۸۳ تا ۱۹۹۹ شرکت کرد و بهترین نتیجه‌اش، مدال برنز در سال ۱۹۹۵ بود. بهترین نتیجه‌های شخصی او، ۲۰٫۹۱ در تیراندازی و ۶۹٫۷۲ در پرتاب دیسک است که هر دو در سال ۱۹۸۷ در صوفیه به دست آمد.